# Hendrik van Bloem

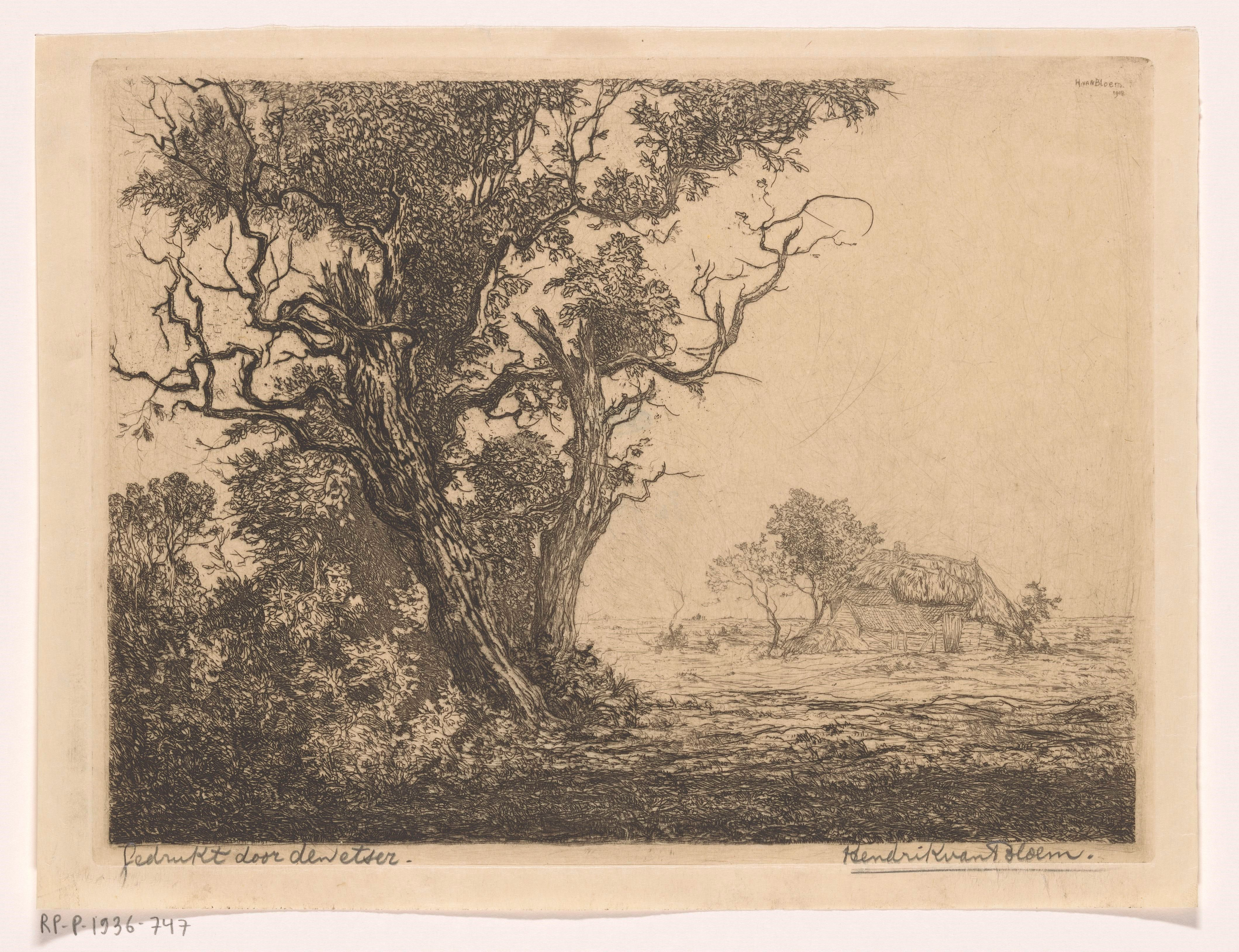
Prent van Hendrik van Bloem (collectie Rijksmuseum)

Hendrik van Bloem (Amsterdam, 31 maart 1874 – Well, Limburg, 14 oktober 1960) was een Nederlands schilder, tekenaar en etser. 

## Levensloop
Van Bloem volgde een opleiding aan het Instituut voor Kunstnijverheidsonderwijs in Amsterdam. Hij begon zijn carrière als decorschilder voor decorateur Jan Maandag bij het Amsterdamse Paleis voor Volksvlijt. In 1903 trouwde hij te Amsterdam met Maria Cornelia Dronkers. Het echtpaar verhuisde naar Bergen, waar twee dochters werden geboren.
In 1907 was Van Bloem medeoprichter van de Berger Kunsthandel, waar hij slechts kort lid van was. In 1909 verhuisde hij naar Den Haag. Daar werd hij lid van Pulchri Studio.
Van Bloem schilderde landschappen, portretten, stadsgezichten, dorpsgezichten en stillevens. Met zijn leermeester Théophile de Bock ging Van Bloem naar Barbizon. Later maakte hij ook reizen naar onder meer Duitsland en Italië.
Van Bloem overleed in 1960. Hij werd begraven op begraafplaats Nieuw Eykenduynen in Den Haag.